# Championnat de Bulgarie de football 1943
Navigation
Saison précédente Saison suivante
La saison 1943 du Championnat de Bulgarie de football était la 19e édition du championnat de première division en Bulgarie. Elle se déroule sous forme de coupe à élimination directe en matchs aller et retour. Les équipes de Macédoine du Vardar, de Thrace occidentale et Macédoine grecque sont incorporées au championnat, du fait du passage de ces régions sous l'administration bulgare durant la Seconde Guerre mondiale.
L'édition 1943 est remportée par le PFC Slavia Sofia qui bat en finale le tenant du titre, le PFK Levski Sofia. C'est le 6e titre de champion de Bulgarie de l'histoire du club.

## Compétition

### Premier tour
| Équipe 1                         | Résultat | Équipe 2                  | Aller | Retour | Appui      |
| -------------------------------- | -------- | ------------------------- | ----- | ------ | ---------- |
| Levski Dobrich                   | 4 - 8    | ZhSK Ruse                 | 2 - 4 | 2 - 4  |            |
| Belomorets Kavala                | 6 - 2    | Botev Haskovo             | 4 - 1 | 2 - 1  |            |
| Orel-Chegan 30 Vratsa            | 3 - 6    | Knyaginya Maria Luisa Lom | 1 - 2 | 2 - 4  |            |
| Georgi Drazhev Yambol            | 4 - 6    | Levski Burgas             | 2 - 1 | 1 - 2  | 1 - 3 a.p. |
| Knyaz Simeon Tarnovski Pavlikeni | 3 - 0    | Chardafon Gabrovo         | 3 - 0 | -      |            |
| SP 39 Pleven                     | 1 - 7    | Sportist Sofia            | 1 - 4 | 0 - 3  |            |
| ZhSK Skopje                      | 4 - 0    | Makedonia Bitolya         | 3 - 0 | 1 - 0  |            |
| Han Kubrat Popovo                | 1 - 4    | SK Vladislav Varna        | 1 - 1 | 0 - 3  |            |
| Tritsvet Chirpan                 | 1 - 7    | Botev Plovdiv             | 1 - 4 | 0 - 3  |            |
| ZhSK Sofia                       | 2 - 0    | Ticha Varna               | 2 - 0 | 0 - 0  |            |
| Botev Gouma Dzhumaya             | 1 - 6    | Atletik Dupnitsa          | 1 - 3 | 0 - 3  |            |

### Deuxième tour
| Équipe 1                         | Résultat | Équipe 2                  | Aller | Retour | Appui      |
| -------------------------------- | -------- | ------------------------- | ----- | ------ | ---------- |
| Sportist Sofia                   | 9 - 0    | Knyaginya Maria Luisa Lom | 5 - 0 | 4 - 0  |            |
| ZhSK Ruse                        | 8 - 5    | SK Vladislav Varna        | 2 - 4 | 6 - 1  |            |
| Knyaz Simeon Tarnovski Pavlikeni | 4 - 6    | Levski Burgas             | 3 - 4 | 1 - 2  |            |
| Belomorets Kavala                | 3 - 4    | Botev Plovdiv             | 2 - 1 | 0 - 1  | 1 - 2 a.p. |
| PFK Levski Sofia T               | 6 - 2    | Atletik Dupnitsa          | 2 - 1 | 4 - 1  |            |
| Levski Plovdiv                   | 5 - 2    | ZhSK Skopje               | 3 - 1 | 2 - 1  |            |
| ZhSK Sofia                       | 6 - 0    | FK Makedonia Skopje       | 3 - 0 | 3 - 0  |            |

### Quarts de finale
| Équipe 1           | Résultat | Équipe 2         | Aller | Retour |
| ------------------ | -------- | ---------------- | ----- | ------ |
| PFK Levski Sofia T | 4 - 3    | ZhSK Sofia       | 2 - 2 | 2 - 1  |
| Sportist Sofia     | 2 - 3    | PFC Slavia Sofia | 2 - 2 | 0 - 1  |
| Levski Burgas      | 0 - 4    | Botev Plovdiv    | 0 - 1 | 0 - 3  |
| Levski Plovdiv     | 7 - 4    | ZhSK Ruse        | 6 - 1 | 1 - 3  |

### Demi-finale
| Équipe 1           | Résultat | Équipe 2         | Aller | retour |
| ------------------ | -------- | ---------------- | ----- | ------ |
| PFK Levski Sofia T | 5 - 1    | Levski Plovdiv   | 3 - 1 | 2 - 0  |
| Botev Plovdiv      | 2 - 6    | PFC Slavia Sofia | 1 - 1 | 1 - 5  |

### Finale
| Équipe 1         | Résultat | Équipe 2           | Aller | Retour |
| ---------------- | -------- | ------------------ | ----- | ------ |
| PFC Slavia Sofia | 2 - 0    | PFK Levski Sofia T | 1 - 0 | 1 - 0  |

## Bilan de la saison
| Championnat de Bulgarie de football 1943 |                             |
| Champion                                 | PFC Slavia Sofia (6e titre) |
| Coupes et trophées                       |                             |
| Vainqueur de la Coupe de Bulgarie 1943   | Non disputée                |
| Promotions et relégations                |                             |
| Promus en A PFL                          | Aucun                       |
| Relégués en B PFL                        | Aucun                       |